# Dr. Renault's Secret
Secretul Dr. Renault (titlu original: Dr. Renault's Secret) este un film SF de groază american din 1942 regizat de Harry Lachman. În rolurile principale joacă actorii J. Carrol Naish, John Shepperd, Lynne Roberts. Scenariul a fost inspirat de filmul pierdut din 1927, The Wizard.

## Distribuție
- J. Carrol Naish ca Noel
- Shepperd Strudwick ca Larry Forbes
- Lynne Roberts ca Madeline Renault
- George Zucco ca Dr. Robert Renault
- Mike Mazurki ca Rogell
- Arthur Shields ca Inspector Duvall
- Charles La Torre ca Marcel Perron
- Ed Agresti ca Dl. La Rue
- Carmen Beretta ca Dna. La Rue